# Wings of Love (Nova)
Wings of Love è il terzo album del gruppo fusion italobritannico Nova.

## Tracce
1. You Are Light – 6:15
2. Marshall Dillon – 3:50
3. Blue Lake – 6:38
4. Beauty Dream/Beauty Flame – 6:18
5. Golden Sky Boat – 6:00
6. Loveliness About You – 5:55
7. Inner Star – 6:25
8. Last Silence – 5:06

## Formazione
- Corrado Rustici – voce, chitarre, percussioni
- Renato Rosset – pianoforti, organo Hammond, sintetizzatori Moog, clavinet
- Elio D'Anna – sassofoni, flauto
- Barry "SunJohn" Johnson – basso, percussioni; voce in "You Are Light" e "Inner Star"
- Ric Parnell – batteria, percussioni